# 考特尼·塔洛克
考特尼·塔洛克（英語：Courtney Tulloch，1995年10月6日—），英国男子竞技体操运动员，2018年英联邦运动会男子团体全能、男子吊环金牌得主和男子跳马银牌得主、2022年英联邦运动会男子团体全能和男子吊环金牌得主。